# Prussian Blue
Prussian Blue é um grupo musical adolescente de música folk nacionalista branca criado no começo de 2003 por Lynx Gaede e Lamb Gaede, gêmeas fraternas nascidas em 30 de junho de 1992 nos Estados Unidos. O nome da banda é uma referência a cor azul da Prússia, escolhido, segundo algumas versões, baseada em negadores do Holocausto, que se justificam pela ausência deste pigmento nas câmaras de gás nazistas..

## Apologia ao nazismo
Sua postura anti-midiática, racista e xenófoba, com diversas alusões ao nazismo, rendeu o quarto lugar na Billboard, entre os álbuns mais vendidos dos Estados Unidos, com 91 mil cópias vendidas na primeira semana de lançamento. A ligação com o nazismo não fica só nas alusões feitas na música, mas na proclamação da superioridade da raça ariana, no estímulo ao ódio e à violência contra imigrantes, ao tempo em que sempre se remetem ao Terceiro Reich como algo positivo.

## Fim da banda
Lynx Gaede e Lamb Gaede mudaram-se com a família de um rancho para um bairro mais próximo da cidade onde foram recebidas com rejeição. Assim que os vizinhos souberam quem era aquela família, espalharam dezenas de cartazes em janelas da cidade com dizeres do tipo "No Hate Here". A mudança de bairro e a mudança de escola significou a transformação radical do pensamento das jovens, que se distanciaram da mentalidade interiorana, passando a corresponder com um pensamento mais tolerante e liberal e hoje não pretendem mais propagar o discurso de ódio, o racismo e o neonazismo.
A verdade é que Lynx Gaede foi diagnosticada com câncer e fumava maconha para aliviar os efeitos da quimioterapia. Já Lamb Gaede sofria de dores causadas por estresse e também começou a usar a maconha para fins medicinais. Por causa da droga elas pararam de propagar o discurso de ódio.

## Discografia

### Fragment of the Future
Tipo: Estúdio
Lançamento: 2004
1. "The Road to Valhalla"
2. "Lo"
3. "Victory Day"
4. "Weiss Weiss Weiss"
5. "Our Vinland"
6. "Sacrifice"
7. "Panzerlied"
8. "The Snow Fell"
9. "Gone With the Breeze"
10. "Aryan Man Awake"
11. "I Will Bleed for You"
12. "Hate for Hate: Lamb Near the Lane"
13. "Victory"
14. "Sisters"
15. "Skinhead Boy"

### The Path We Chose
Tipo: Estúdio
Lançamento: 2005
1. "Notes to Lynx"
2. "Hey, Hey"
3. "The Stranger"
4. "Not a Problem"
5. "Untitled"
6. "When I'm With You"
7. "Ocean of Warriors"
8. "Green Fields of France"
9. "Changes"